# Discografie van Hef
Hieronder volgt de discografie van de Nederlandse rapper Hef, met name zijn albums, ep's en mixtapes en zijn nummers met een notering in een hitlijst. 

## Albums

### Studioalbums
- Hefvermogen (2009, uitgebreide heruitgave in 2010)
- Papierwerk (2012)
- 13 (2015)
- Ruman (2016)
- Geit (2017)
- Koud (2019)
- Tranen (2019)
- Rook (2020)
- Hefvermogen 2 (2022)

### Ep's
- 6,5 - Zes en een Half (2015)

### Mixtapes
- Lek (2008)
- Lek 2 (2009)

### Albums in groepsverband
- Boyz in de Hood (met Ado'nis & Crooks)
- Freddy & Bundy (met Crooks) (2013)
- S.O.C.: Straight Outta Control (met MocroManiac, Adje, Cho, Dio & Big2) (2015)
- Bruin Brood (als BangBros met Murda) (2017)
- Boyz in the Hood 2 (met Ado'nis & Crooks) (2021)
- Freddy & Bundy 2 (met Crooks) (2022)

### Hitnotering
| Album                                 | Verschijnen      | Label      | Hitlijsten | Hitlijsten | Hitlijsten | Hitlijsten | Opmerkingen                     |
| Album                                 | Verschijnen      | Label      | BE (VL)    | BE (VL)    | NL         | NL         | Opmerkingen                     |
| Album                                 | Verschijnen      | Label      | Piek       | Weken      | Piek       | Weken      | Opmerkingen                     |
| ------------------------------------- | ---------------- | ---------- | ---------- | ---------- | ---------- | ---------- | ------------------------------- |
| Hefvermogen                           | 9 april 2010     | Noah's Ark | 22         | 1          | 2          | 3          | Studioalbum                     |
| Papierwerk                            | 16 november 2012 | Noah's Ark | 67         | 2          | 12         | 10         | Studioalbum                     |
| Freddy & Bundy (met Crooks            | 8 november 2013  | Noah's Ark | 129        | 1          | 38         | 1          | Studioalbum                     |
| 13                                    | 18 december 2015 | Noah's Ark | 113        | 4          | 20         | 26         | Studioalbum                     |
| Ruman                                 | 23 december 2016 | Noah's Ark | 126        | 1          | 7          | 20         | Studioalbum                     |
| Bruin brood (met Bangbros en Murda)   | 20 oktober 2017  | Noah's Ark | 105        | 2          | 10         | 6          | Studioalbum                     |
| Geit                                  | 15 december 2017 | Noah's Ark | 66         | 22         | 3          | 42         | Studioalbum / Goud in Nederland |
| Koud                                  | 25 januari 2019  | Noah's Ark | 6          | 10         | 1 (2 wkn)  | 48         | Studioalbum / Goud in Nederland |
| Tranen                                | 19 december 2019 | Noah's Ark | 45         | 11         | 1 (1 wk)   | 17         | Studioalbum                     |
| Rook                                  | 17 december 2020 | Noah's Ark | 28         | 8          | 2          | 23         | Studioalbum                     |
| Boyz in de hood 2 (met Adje en Crooks | 17 december 2021 | Noah's Ark | 66         | 5          | 7          | 10         | Studioalbum                     |
| Hefvermogen 2                         | 15 april 2022    | Noah's Ark | 12         | 4          | 1 (1 wk)   | 8          | Studioalbum                     |

## Singles
| Lied                                                                               | Verschijnen       | Album                                    | Hitlijsten | Hitlijsten | Hitlijsten  | Hitlijsten  | Hitlijsten   | Hitlijsten   | Opmerkingen       |
| Lied                                                                               | Verschijnen       | Album                                    | BE (VL)    | BE (VL)    | NL (Top 40) | NL (Top 40) | NL (Top 100) | NL (Top 100) | Opmerkingen       |
| Lied                                                                               | Verschijnen       | Album                                    | Piek       | Weken      | Piek        | Weken       | Piek         | Weken        | Opmerkingen       |
| ---------------------------------------------------------------------------------- | ----------------- | ---------------------------------------- | ---------- | ---------- | ----------- | ----------- | ------------ | ------------ | ----------------- |
| Amai amai (met Safi & Spreej)                                                      | 11 mei 2015       | Trots (van Safi & Spreej)                | tip77      | —          | —           | —           | —            | —            |                   |
| Mandela (met SBMG, Sevn Alias, Louis, D-Double en Lijpe)                           | 30 september 2015 | Richting kraaie (van SBMG)               | —          | —          | —           | —           | 58           | 8            |                   |
| Morgen weer (met Dio en Jonna Fraser)                                              | 18 december 2015  | 13                                       | —          | —          | —           | —           | 99           | 1            |                   |
| Narcos (met Broederliefde, SBMG, Jonna Fraser, Ronnie Flex en RMB)                 | 4 april 2016      | Hard work pays off 2 (van Broederliefde) | —          | —          | —           | —           | 89           | 1            |                   |
| Mbongo (met Rollàn en Josylvio)                                                    | 1 juli 2016       | Sous estimé (van Rollàn)                 | —          | —          | —           | —           | 95           | 2            | Goud in Nederland |
| Dope game (met Sevn Alias)                                                         | 11 november 2016  | Trap grammy (van Sevn Alias)             | —          | —          | —           | —           | 78           | 1            |                   |
| Muhammad Ali (met Childsplay, Boef, Lijpe en MocroManiac)                          | 18 november 2016  | Zero fucks given                         | —          | —          | —           | —           | 95           | 1            | Goud in Nederland |
| Ingang (met Equalz)                                                                | 25 november 2016  | Update (van Equalz)                      | —          | —          | —           | —           | 81           | 6            |                   |
| Bijna (met Lil' Kleine)                                                            | 23 december 2016  | Ruman                                    | —          | —          | —           | —           | 69           | 2            |                   |
| Hustlers (met Sevn Alias, D-Double en SBMG)                                        | 23 december 2016  | Ruman                                    | —          | —          | —           | —           | 89           | 1            |                   |
| Double up (met Josylvio en Kevin)                                                  | 28 april 2017     | 2 gezichten (van Josylvio)               | —          | —          | —           | —           | 53           | 2            | Goud in Nederland |
| Batterij (met Lil' Kleine)                                                         | 23 juni 2017      | Alleen (van Lil' Kleine)                 | —          | —          | —           | —           | 34           | 2            | Goud in Nederland |
| Shaka Zulu (met Yung Felix, Bizzey, Josylvio en Delivio Reavon)                    | 28 juli 2017      | —                                        | —          | —          | —           | —           | 78           | 1            |                   |
| Allemaal voor niks (met Kevin en Vic9)                                             | 4 augustus 2017   | —                                        | —          | —          | —           | —           | 68           | 2            | Goud in Nederland |
| Wejo (met Bangbros, Murda en Kevin)                                                | 6 oktober 2017    | Bruin brood                              | —          | —          | —           | —           | 76           | 2            |                   |
| Merry (met Nafthaly Ramona en Bizzey)                                              | 10 november 2017  | —                                        | —          | —          | —           | —           | 20           | 20           | Goud in Nederland |
| Hoop                                                                               | 17 november 2017  | Geit                                     | —          | —          | —           | —           | 72           | 2            | Goud in Nederland |
| Als ik naar huis ga (met Kevin en Sevn Alias)                                      | 15 december 2017  | Geit                                     | —          | —          | —           | —           | 42           | 2            | Goud in Nederland |
| Life is geen game (met Lijpe en Crooks)                                            | 15 december 2017  | Geit                                     | —          | —          | —           | —           | 58           | 1            |                   |
| Roley (met Josylvio)                                                               | 15 december 2017  | Geit                                     | —          | —          | —           | —           | 74           | 1            |                   |
| Kan niet terug (met Vic9, Feis en Rich)                                            | 15 december 2017  | Geit                                     | —          | —          | —           | —           | 82           | 1            |                   |
| Misdaad                                                                            | 15 december 2017  | Geit                                     | —          | —          | —           | —           | 90           | 1            |                   |
| Op je hoede (met Josylvio)                                                         | 30 maart 2018     | Hella cash (van Josylvio)                | tip        | —          | —           | —           | 4            | 13           | Goud in Nederland |
| Knowledge (met Esko, Emms en Kevin)                                                | 20 april 2018     | Beats by Esko                            | —          | —          | —           | —           | 58           | 1            |                   |
| Jalla (met F1rstman, Poke en Pyramids)                                             | 6 juli 2018       | —                                        | —          | —          | —           | —           | 96           | 1            |                   |
| Niet huilen (met Kevin en Jayboogz)                                                | 24 augustus 2018  | —                                        | —          | —          | —           | —           | 79           | 1            |                   |
| Streets (met Josylvio, Moeman, Adje, JoeyAK, Ashafar en LaFunky)                   | 2 november 2018   | Hella Cash gang vol. 1                   | —          | —          | —           | —           | 28           | 2            |                   |
| Dealers uit de buurt                                                               | 7 december 2018   | Koud                                     | —          | —          | —           | —           | 55           | 2            |                   |
| Niks                                                                               | 18 januari 2019   | Koud                                     | tip        | —          | —           | —           | 26           | 4            | Goud in Nederland |
| De wereld is van jou (met Kevin)                                                   | 25 januari 2019   | Koud                                     | tip        | —          | —           | —           | 15           | 5            | Goud in Nederland |
| Koud                                                                               | 25 januari 2019   | Koud                                     | —          | —          | —           | —           | 50           | 1            |                   |
| Gangster                                                                           | 25 januari 2019   | Koud                                     | —          | —          | —           | —           | 54           | 1            |                   |
| Rodeo (met Jayh en Murda)                                                          | 25 januari 2019   | Koud                                     | —          | —          | —           | —           | 58           | 1            |                   |
| Misschien (met D-Double)                                                           | 25 januari 2019   | Koud                                     | —          | —          | —           | —           | 62           | 1            |                   |
| Ik weet dat je m'n rug hebt                                                        | 25 januari 2019   | Koud                                     | —          | —          | —           | —           | 66           | 1            |                   |
| Wie niet waagt                                                                     | 25 januari 2019   | Koud                                     | —          | —          | —           | —           | 77           | 1            |                   |
| Wanneer zijn we safe (met Crooks)                                                  | 25 januari 2019   | Koud                                     | —          | —          | —           | —           | 81           | 1            |                   |
| Andere place                                                                       | 25 januari 2019   | Koud                                     | —          | —          | —           | —           | 95           | 1            |                   |
| Morgen is niet beloofd                                                             | 25 januari 2019   | Koud                                     | —          | —          | —           | —           | 97           | 1            |                   |
| Forever (meer dan genoeg) (met Sticks)                                             | 25 januari 2019   | Koud                                     | —          | —          | —           | —           | 100          | 1            |                   |
| Bankrekening (met Josylvio)                                                        | 4 oktober 2019    | Gimma (van Josylvio)                     | —          | —          | —           | —           | 40           | 2            |                   |
| Hometown (met Snelle en Kevin)                                                     | 25 oktober 2019   | Vierentwintig (van Snelle)               | —          | —          | —           | —           | 10           | 5            |                   |
| 24/7 (met Sevn Alias en Kevin)                                                     | 28 november 2019  | Twenty four sevn 4                       | —          | —          | —           | —           | 67           | 1            |                   |
| Ik probeer het                                                                     | 6 december 2019   | Tranen                                   | —          | —          | —           | —           | 52           | 5            |                   |
| Drukken                                                                            | 19 december 2019  | Tranen                                   | —          | —          | —           | —           | 37           | 3            |                   |
| Straat                                                                             | 19 december 2019  | Tranen                                   | —          | —          | —           | —           | 91           | 1            |                   |
| Hyena's (met Idaly en Kevin)                                                       | 2 januari 2020    | Jungle (van Idaly)                       | tip        | —          | tip14       | —           | 22           | 5            | Goud in Nederland |
| 1000 tranen (met ADF Samski en Kevin)                                              | 24 juli 2020      | Fresh prince van noord (van ADF Samski)  | —          | —          | —           | —           | 27           | 5            |                   |
| In de kou (met Idaly)                                                              | 7 augustus 2020   | Eerlijk (van Idaly)                      | —          | —          | —           | —           | 52           | 2            |                   |
| We hadden niks (met Knaller en Adje)                                               | 23 oktober 2020   | Zonder moeder zonder vader (van Knaller) | —          | —          | —           | —           | 91           | 1            |                   |
| Fouten                                                                             | 6 november 2020   | Rook                                     | —          | —          | —           | —           | 81           | 1            |                   |
| Wat ik doe (met Jonna Fraser)                                                      | 27 november 2020  | Rook                                     | —          | —          | —           | —           | 63           | 2            |                   |
| Bagage (met Idaly en Kevin)                                                        | 17 december 2020  | Rook                                     | tip        | —          | tip14       | —           | 32           | 5            |                   |
| Soms (met Cor)                                                                     | 17 december 2020  | Rook                                     | —          | —          | —           | —           | 58           | 1            |                   |
| Eigenaar (met Spanker, Frenna, Murda, Kevin en Idaly)                              | 15 april 2021     | —                                        | —          | —          | —           | —           | 40           | 3            |                   |
| Niks voor niks (met Jordymone9)                                                    | 11 juni 2021      | Echte werkers (van Jordymone9)           | —          | —          | —           | —           | 68           | 3            |                   |
| Niet doen alsof (met Adje en Crooks)                                               | 1 oktober 2021    | Boyz in de hood 2                        | —          | —          | —           | —           | 57           | 2            |                   |
| S.K.E.E.R.                                                                         | 16 november 2021  | Rook                                     | —          | —          | —           | —           | 76           | 1            |                   |
| 3 soldaten (met Adje en Crooks)                                                    | 26 november 2021  | Boyz in de hood 2                        | —          | —          | —           | —           | 40           | 3            |                   |
| Ons (met Adje en Crooks)                                                           | 17 december 2021  | Boyz in de hood 2                        | —          | —          | —           | —           | 56           | 1            |                   |
| Benz muziek                                                                        | 28 januari 2022   | Hefvermogen 2                            | —          | —          | —           | —           | 55           | 1            |                   |
| Frikandel                                                                          | 8 april 2022      | Hefvermogen 2                            | —          | —          | —           | —           | 72           | 2            |                   |
| Adem                                                                               | 15 april 2022     | Hefvermogen 2                            | —          | —          | —           | —           | 58           | 1            |                   |
| Kaya Egeo 10                                                                       | 15 april 2022     | Hefvermogen 2                            | —          | —          | —           | —           | 96           | 1            |                   |
| Nacht op Ibiza (met Rotjoch, Adje en Lil' Kleine)                                  | 4 augustus 2022   | Float (van Rotjoch)                      | —          | —          | —           | —           | 99           | 1            |                   |
| Kameraden voor het leven (met ADF Samski, Emms, Kevin, Sjaf, Ronnie Flex en Jahma) | 12 mei 2023       | —                                        | —          | —          | —           | —           | 56           | 1            |                   |